# 정신현비
정신현비(貞信賢妃, 생몰년 미상)는 고려 선종의 비(妃)이다. 성은 이씨(李氏)이며 본관은 인주(仁州 : 현재 인천)이다. 사숙왕후의 육촌 동생이며, 시어머니인 인예왕후, 인경현비, 인절현비에게는 친정 조카가 된다.

## 생애
정신현비는 고려 선종의 비(妃)이다. 이자연(李子淵)의 동생인 이자상(李子祥)의 손녀이며, 예종때 중서시랑평장사(中書侍郞平章事)에 오른 이예(李預)의 딸이다.
정신현비의 딸은 예종의 비가 된 경화왕후(연화공주,延和公主, 敬和王后)이다. 선종이 국원공(國原公)으로 있을 때 납비(納妃)되었으나 곧 죽었다.
1107년(예종 2)에 예종이 선종의 묘정에 배향하려 하였으나 간관들의 반대로 이루지 못하였다.

## 가족 관계
사숙왕후와 정신현비는 육촌 자매간이었고, 원신궁주는 사숙왕후의 사촌, 정신현비와는 육촌간이었다.
- 조부 : 이자상

- 아버지 : 이예
  - 남편 : 선종(宣宗, 1049~1094)
    - 딸 : 경화왕후(敬和王后, 1079~1109) - 예종의 제1비

## 같이 보기
- 사숙왕후
- 원신궁주
- 경화왕후
- 한산후
- 회순왕후
- 이자연